# Palazzo del Collegio delle Province
Il palazzo del Collegio delle Province è un palazzo settecentesco in stile barocco di Torino. Esso fu voluto da Vittorio Amedeo II, re di Sardegna e duca di Savoia, allo scopo di ospitare il recentemente creato (1729) Collegio delle province. Situato in piazza Carlo Emanuele II, a Torino, rappresenta uno squisito esempio di edificio residenziale collettivo, in stile barocco.

## Storia e descrizione
La sua costruzione venne iniziata nel 1739 su un progetto dell'architetto torinese Bernardo Antonio Vittone e venne utilizzato per la sua funzione originaria fino alla fine dell'epoca napoleonica, durante la quale, però, venne ribattezzato in Pritanèo Imperiale. A seguito della restaurazione (1814) della monarchia di Casa Savoia il Collegio fu destinato alla sede dei carabinieri reali. Nel 1893 venne intitolato al Capitano dei carabinieri Chiaffredo Bergia, distintosi nella lotta al brigantaggio, il cui nome compare sulla facciata del palazzo prospiciente piazza Carlo Emanuele II. Oggi ospita la sede del comando Legione Carabinieri Piemonte e Valle d'Aosta.
Il palazzo è caratterizzato da un grande cortile di forma quadrangolare circondato da un porticato a doppio ordine. All'interno erano state previste camere per dormire e studiare e una spaziosa sala adibita a refettorio.

Le sfarzose decorazioni tipiche del rococò italiano caratterizzano gli interni: i soffitti a volta sono ornati da stucchi in stile rocaille mentre i capitelli delle lesene della corte sono arricchiti da figure allegoriche.

## Il Collegio delle province
Il Collegio delle province venne creato a Torino nel 1720 per volere di Vittorio Amedeo II di Savoia con lo scopo di aiutare, finanziandone completamente gli studi, ed offrendo loro qui alloggio, i giovani più meritevoli provenienti dalle diverse province del Regno Sabaudo. Vittorio Amedeo II mirava ad accentrare nella sola Università di Torino tutti gli studi più avanzati in modo da dare lustro al suo nome e alla sua monarchia.